# Esporte da Colômbia
O Esporte na Colômbia é parte importante da cultura na sociedade colombiana. A modalidades mais populares são futebol,ciclismo,Ainda destacam-se halterofilismo, boxe, Alguns esportistas colombianos ganharam fama mundial, como o piloto de Fórmula 1 Juan Pablo Montoya, O jogador de futebol Falcão García e os jogadores de futebol Freddy Rincón e Juan Cuadrado René Higuita ciclistas Nairo Quintana vencedor giro d italia,vuelta a espanha  Rigoberto Urán Egan Bernal vencedor tour de france,giro d italia Luis Herrera vencedor vuelta a espanha
Até a edição de 2007 dos Jogos Pan-Americanos, a Colômbia era o oitavo país com mais medalhas conquistadas, sendo 57 de ouro e 329 no total.

## Ver Também
- Colômbia nos Jogos Olímpicos